# Нібиторочник відгорнутий
Нібиторочник відгорнутий (Pseudocrossidium revolutum) — вид мохів порядку потіальних (Pottiales).

## Поширення
Батьківщиною є Європа, Африка, Північна Америка, Азія.
Мох в основному поширений у горбистих районах і в нижніх і середніх гірських районах, піднімаючись до максимальної висоти 900 метрів. У низинах зустрічається дуже рідко.

## Характеристика
Утворює від свіжо-зелених до світло-зелених, коричневі зсередини, щільні та низькі м'які газони. Пагони заввишки трохи більше ніж 1 сантиметр мають невелику кількість гілок і вологі та жорсткі вертикальні листки. При висиханні листки згинаються та скручуються по спіралі. Вони від ланцетної до язикоподібної форми, тупі чи мають короткий, зміщений кінчик, краї листя сильно загорнуті знизу вгору. Сильна листова жилка закінчується на кінчику листка або ненадовго виступає. Подовжена і вертикальна спорова коробочка на ніжках, які червоні знизу та жовті зверху, має довгі спірально закручені перистомні зубці. Вегетативне розмноження відбувається через багатоклітинні еліпсоїдні виводкові тільця, що утворюються в пазухах листків.